# Catharine van Tussenbroek
Catharine van Tussenbroek (4 de agosto de 1852-5 de mayo de 1925) fue una médica y feminista holandesa. Fue la segunda mujer en cualificarse como médica en los Países Bajos y la primera médica en confirmar la evidencia del tipo ovárico de embarazo ectópico . Se creó una fundación que administra becas de investigación en su nombre para continuar con su legado de empoderamiento de las mujeres.

## Biografía

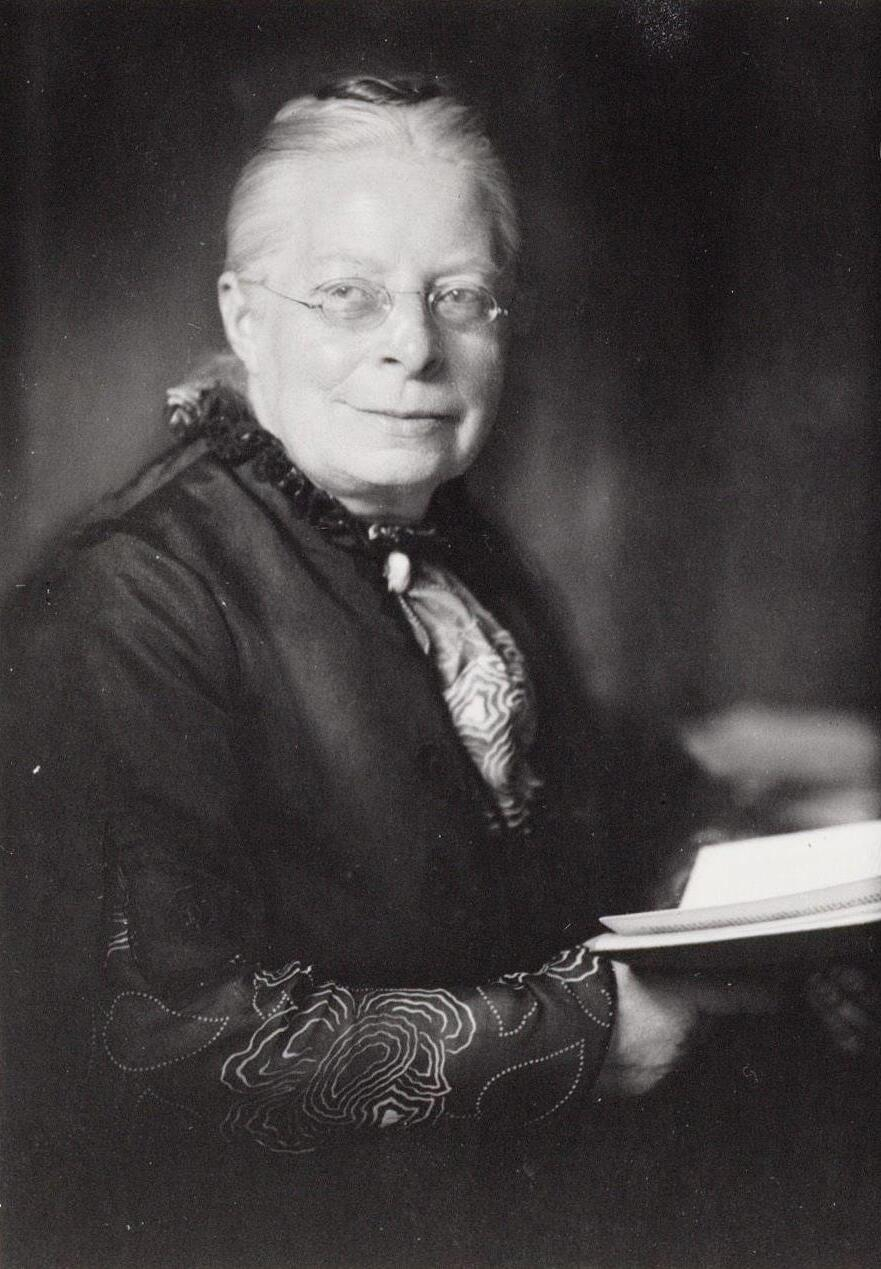
Van Tussenbroek (1922)

Albertina Philippina Catharina van Tussenbroek nació el 4 de agosto de 1852 en Utrecht de Cornelia van der Voort y Gerardus van Tussenbroek. Se formó como profesora, obteniendo su certificado como profesora asistente en 1870 y como directora en 1875. Fue la primera mujer en ser admitida en la Universidad de Utrecht cuando se embarcó en sus estudios de medicina en 1880., obteniendo su Ph.D. en Medicina en 1887. Se trasladó a Ámsterdam después de graduarse y comenzó a trabajar como médico general concentrándose en mujeres y niños. En febrero de 1898, se convirtió en miembro de la Junta de Examen Médico Holandés y poco después fue nombrada profesora de ginecología en la Universidad de Utrecht. En 1890, fue nombrada ginecóloga asistente en el Boerhaave Kliniek operado por el Dr. Mendes de León en Ámsterdam. En ese momento, pocas mujeres médicas se convirtieron en especialistas.
Tras ocho años estudiando y trabajando con de León. Se hizo ampliamente reconocida y fue llamada con frecuencia para consultas fuera de la ciudad de Ámsterdam. En 1891, se había convertido en secretaría de la Sociedad Holandesa de Ginecología.
Abogando por la salud y la higiene de las mujeres, se pronunció en contra de los corsés apretados y abogó por llevar ropa holgada. Presionó para que se reformaran las leyes sobre el aborto e hizo campaña contra la esterilización quirúrgica innecesaria de las mujeres, alegando que los únicos beneficiarios eran los maridos. Presentó un documento "La falta de espíritu de vida en nuestras mujeres jóvenes y niñas" en 1898 en la inauguración de la Exposición sobre el trabajo de las mujeres celebrada en La Haya, que defendía la independencia económica de las mujeres. Ella creía que la falta de oportunidades disponibles para las mujeres y una vida con el único objetivo del matrimonio era perjudicial para la salud y, en cambio, requería actividad física y capacitación vocacional.
Van Tussenbroek disfrutaba de la investigación y si las necesidades de las mujeres hubieran sido menos urgentes, hubiera preferido continuar realizando estudios microscópicos en lugar de ginecología. En 1899, demostró más allá de toda duda la primera descripción clínica e histológica precisa de la existencia de la rara condición del embarazo ovárico. Otto Spiegelberg había establecido criterios que debían estar presentes para ser un caso real de embarazo ovárico. Sin embargo Van Tussenbroek resolvió la cuestión de la existencia de un embarazo ovárico con un informe que encontró que el ovario y el tubo del lado derecho eran normales, que el saco sobre el ovario contenía un embrión, que el saco de gestación estaba conectado a través de un cordón, y que el saco tenía pliegues de tejido de luteína. La comunidad médica se mostró escéptica, pero tres años después de su informe, sus resultados fueron confirmados, aunque el escepticismo prevaleció en la década de 1920.
En 1902, fue coautora de un estudio sobre el cáncer de cuello uterino en los Países Bajos. Fue editora de la Revista de Medicina de los Países Bajos, así como de la Revista de Obstetricia y Ginecología de los Países Bajos. Además de miembro de la junta de la Sociedad Holandesa para el Avance de la Medicina. También fue una escritora activa, contribuyendo con frecuencia a revistas médicas. Junto con el Dr. J. Blok y CH de Jong, en 1898 publicó "Inleiding tot de studie der schoolhygiëne" (Introducción al estudio de la higiene escolar) y en 1911 "De ontwikkeling der aseptische verloskunde in Nederland" (The Development of Aseptic Obstetricia en Holanda).
Van Tussenbroek fue políticamente activa,  miembro de la Society for Women's Suffrage y llevaba un broche de terciopelo con el retrato de la sufragista estadounidense Carrie Chapman Catt.
Entre 1910 y 1916, fue vicepresidenta y luego presidenta de la Asociación Nacional para el Trabajo Femenino. 
En 1919, el año en que las mujeres holandesas obtuvieron el derecho al voto, se postuló como candidata para la Organización General de Mujeres de los Países Bajos (en neerlandés: Algemeene Nederlandsche Vrouwenorganisatie) (ANVO) en las elecciones parlamentarias, aunque fue derrotada.
Van Tussenbroek murió el 5 de mayo de 1925 en Ámsterdam.

## Reconocimientos
- En 1926 después de la muerte de van Tussenbroek, la Dra. Marianne Herwerden, miembro de la Asociación Holandesa de Mujeres en Educación Académica (en neerlandés: Vereniging van Vrouwen met een Academische Opleiding) (VVAO), estableció un fondo fiduciario administrado por la asociación.[1] Este fondo, que lleva el nombre de van Tussenbroek, proporciona fondos para que las mujeres académicas holandesas estudien en casa o en el extranjero y completen una investigación de posgrado.[18]